# Fominskoje (rejon charowski)
Fominskoje (ros. Фоминское) – wieś w Rosji, w rejonie charowskim obwodu wołogodzkiego. W 2010 r. liczyła 15 mieszkańców.